# Clonia saussurei
Clonia saussurei is een rechtvleugelig insect uit de familie sabelsprinkhanen (Tettigoniidae). De wetenschappelijke naam van deze soort is voor het eerst geldig gepubliceerd in 1971 door Alfred Kaltenbach.
De soort komt voor in een groot deel van zuidelijk Afrika; ze is waargenomen in Angola, Zambia, het grootste deel van Namibië, en de provincies Noord-Kaap, Vrijstaat en Limpopo in Zuid-Afrika.